# Pięć miar ryżu 190–215
Pięć miar ryżu – powstanie chłopskie w Chinach w latach 190–215 pod wodzą Zhanga Lu.
Po stłumieniu powstania chłopskiego zwanego powstaniem żółtych turbanów doszło do wybuchu kolejnych walk w rejonie środkowych Chin, gdzie miała siedzibę grupa wyznawców taoizmu. Jej założycielem był Zhang Ling, dziadek przywódcy powstania. W roku 190 Zhang Lu, będący jego wnukiem, utworzył własną armię i zbudował państwo teokratyczne w prowincji Syczuan. W państwie tym zniesiono własność prywatną, a zboże dzielono między mieszkańców. Prace, np. przy naprawie dróg, traktowane były jako pokuta za grzechy. W celu likwidacji państwa kierowanego przez Zhanga Lu cesarze chińscy wysłali wojsko dowodzone przez generała Cao Cao. Walki, z różnym natężeniem, trwały przez 25 lat i doprowadziły do zwycięstwa wojsk cesarskich. Zhang Lu po poddaniu się nie poniósł kary, a po przebaczeniu otrzymał liczne nadania ziemskie i wysoki tytuł urzędniczy.
Nazwa powstania pochodzi od faktu pobierania od pacjentów przez dziadka Czang Lu za leczenie rocznie pięciu miar ryżu.